# Juan Pablo Vargas
Pour les articles homonymes, voir Vargas.
Juan Pablo Vargas, né le 6 juin 1995 à Sarchí au Costa Rica, est un footballeur international costaricien, qui joue comme défenseur central. Il évolue actuellement au Millonarios FC en Colombie.

## Biographie
Le 3 novembre 2022, il est sélectionné par Luis Fernando Suárez pour participer à la Coupe du monde 2022. Il prend part à une rencontre face à l'Allemagne où il inscrit un but, mais ne peut empêcher la défaite du Costa Rica (4-2) et son élimination au premier tour de la compétition,.